# منظار صامت

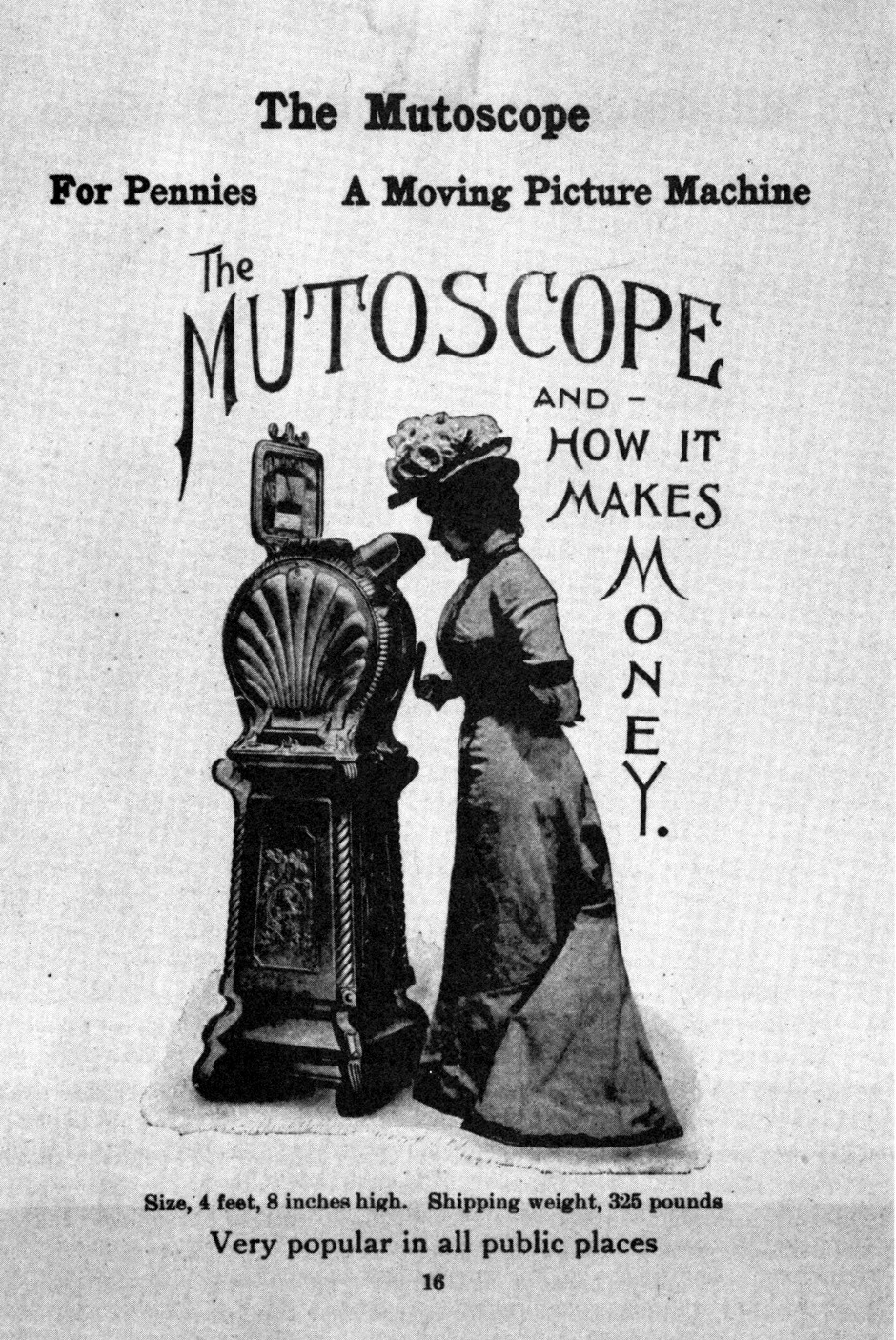
إعلان تجاري لآلة الميوتوسكوب، يعود إلى سنة 1899م.

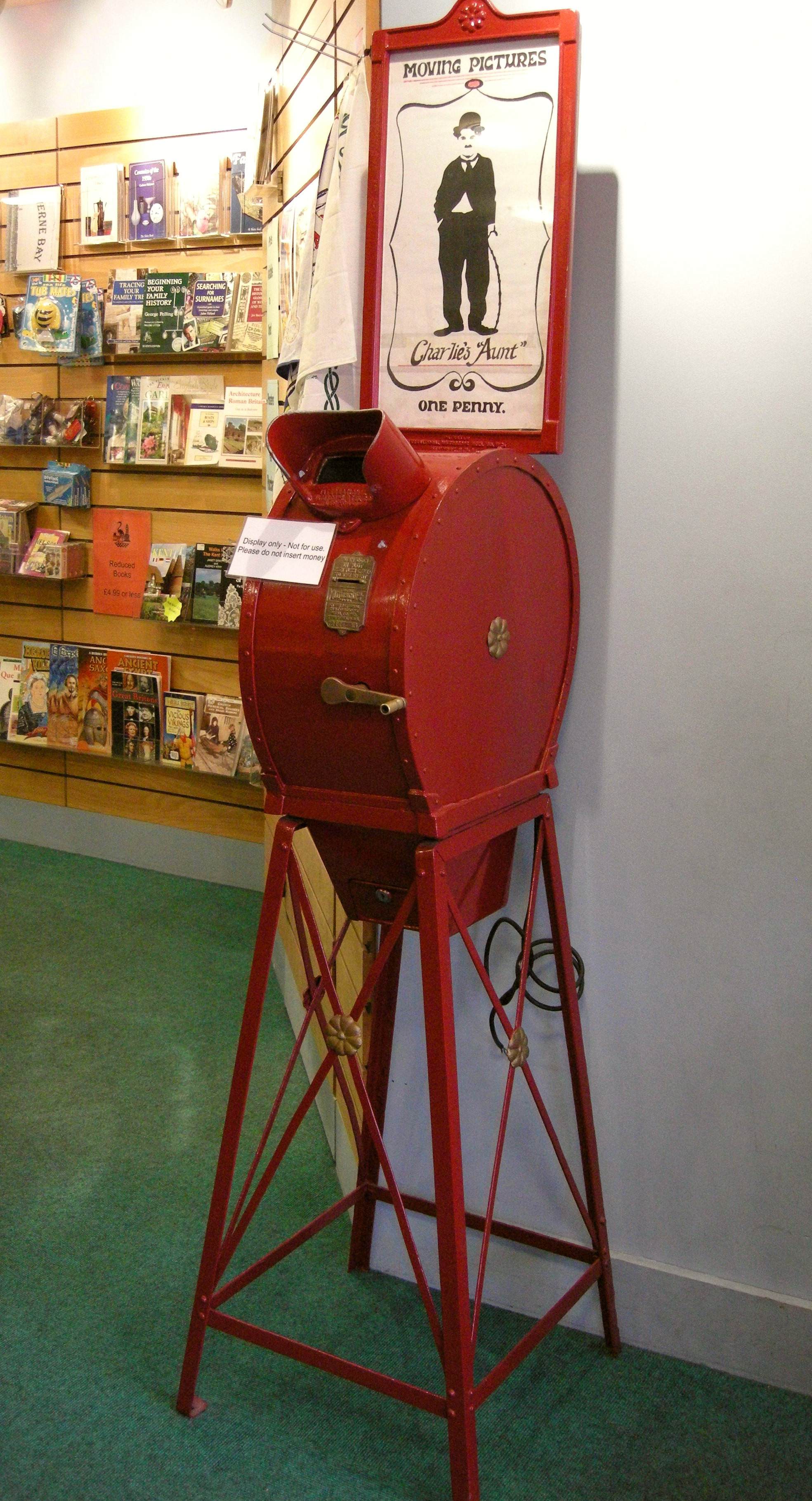
ميوتوسكوب في متحف خليج هيرن.

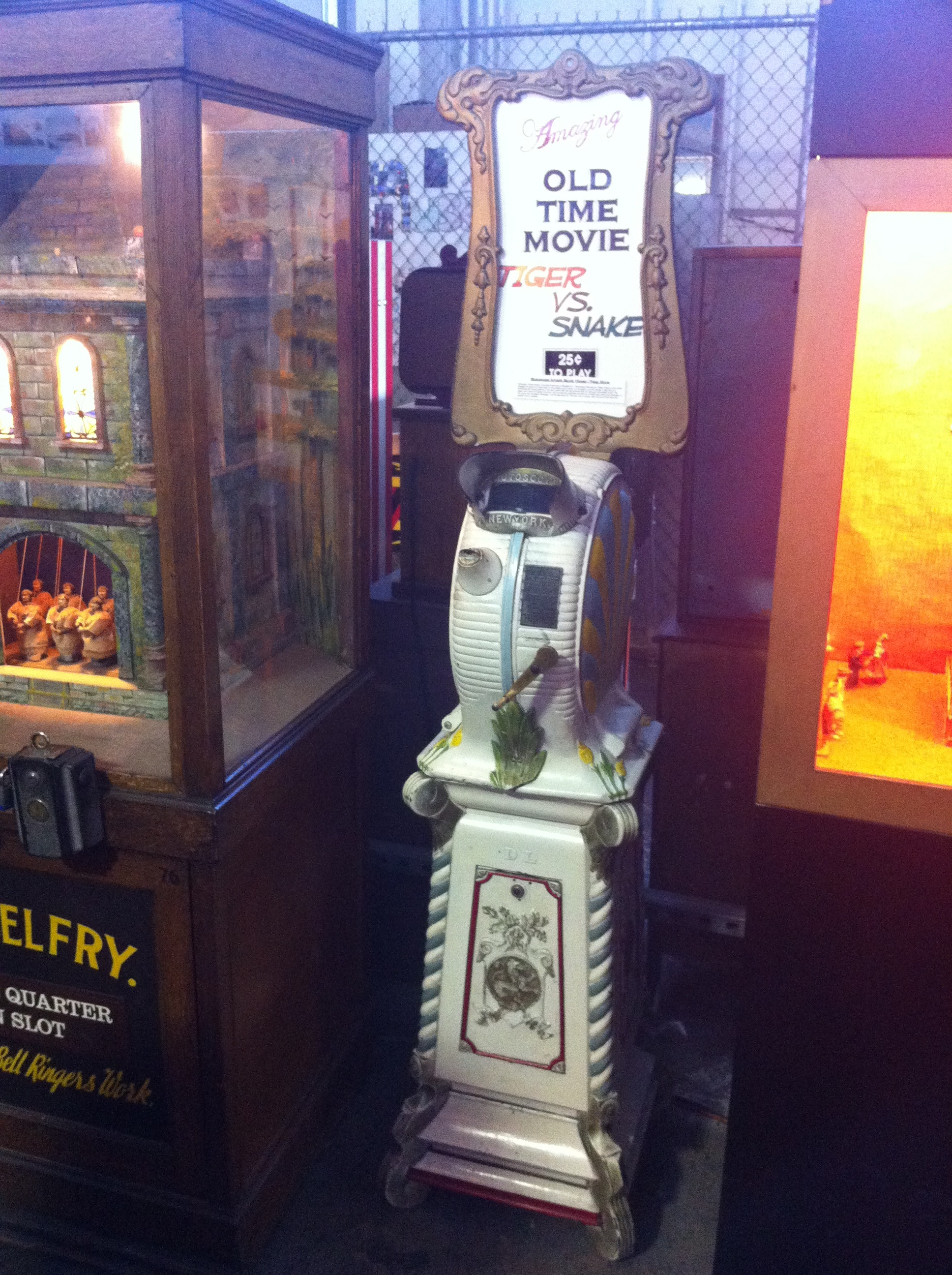
آلة الميوتوسكوب في ممر عتيق، بسان فرانسيسكو.

المنظار الصامت أو المنظار الأبكم هو أحد الآلات البدائية في صناعة الصور المتحركة، اخترع من قبل ويليام كينيدي ديكسن وهيرمان كاسلر والذي مُنح لاحقاً براءة اختراع الآلة في 21 نوفمبر، 1894م. مثل منظار الحركة الذي اخترعه توماس أديسون، فإن المنظار الصامت لم يكن يعرض الصورة على شاشة ويمنح إمكانية الرؤية إلى أكثر من شخص في وقت واحد، ولكنه بالرغم من ذلك كان أرخص وأبسط من الكينتوسكوب، رُوّج للنظام من قبل شركة الميوتوسكوب الأمريكية، وسرعان ما هيمنت على آلة القطعة النقدية في المنفذ لشركة بيب شو.

## العملية
عمل المنظار الصامت على نفس مبدأ عمل كراسة الطي. حيث أن إطارات الصور المفردة كانت صوراً فوتوغرافيةً تقليدية بالأبيض والأسود، وكانت تطبع على بطاقات من الورق المُقوّى المرن. وبدلاً من أن تُجمع في كُتيّب مثل كراسة الطي، فإن البطاقات كانت تُلصق في أسطوانة دائرية مثل الرولودكس. تستطيع البكرة الواحدة تضمين ما لا يزيد عن 850 بطاقة، مُعطيةً بذلك وقتاً يُقارب الدقيقة، ويبلغ القطر الكلي للعجلة مع البطاقات حوالي 25سم؛ بينما أبعاد البطاقات ذاتها حوالي 7سم × 4.75سم.
آلة المنظار الصامت كانت آلة مُعدّة لاستلام القطع النقدية، فيشاهد العيان البطاقات وهي تتحرك خلال عدسة أحادية مُغلقة بغالق مشابه للستيريوسكوب.
كما يستطيع العيان التحكم بسرعة العرض خلال عدد محدد من الدرجات، ويُمكن تحريك المنظار في كلا الاتجاهين، ولكن هذا لا يعكس من عرض الصور، ولا أن يزيد العيان من وقت المشاهدة بإيقافه، لأن الصور المرنة تستطيع الالتواء بسهولة حول المحور.

## التصنيع
كانت المناظير الصامت تُصنع بشكل أصلي في فترة 1895م حتى 1909م من قبل شركة الميوتوسكوب والبايوغراف الأمريكية، أو شركة مارفين وكاسلر المتحدة المُرخّص لها من قبلها. في عشرينات القرن العشرين رُخّص الميوتوسكوب لشخص يُدعى ويليام رابكين، والذي بدأ شركته الخاص تحت اسم شركة بكرات الميوتوسكوب العالمية، والتي صنّعت بكرات جديدة وتنويعات لآلة المنظار الصامت من عام 1926م حتى 1949م. مصطلح «المنظار الصامت» لم يعد مُسجّلاً كعلامة تجارية في الولايات المتحدة.

## الاستعمال
المنظار الصامت كان إحدى الخاصيّات المشتهرة في أروقة الملاهي والأرصفة البحرية في المملكة المتحدة حتى إعلان التعدين العشري في عام 1971م. كانت عمليات تحويل القطع النقدية في غاية الصعوبة، والعديد من الألات كانت تُدمّر.

## تجاوب العامة
نداء سان فرانسيسكو طبع إعلاناً قصيراً عن الميوتوسكوب في عام 1898م، والذي زعم أن الجهاز كان ذائع الصيت باحتوائه على: «عشرون آلة، جميعها مختلفة وتحتوي على مناظر باهرة، شديدة الاكتظاظ ليلاً ونهاراً من قبل الناظرين.» ومع ذلك، وبمجرد مرور بضع أشهر، فإن نفس الصحيفة نشرت شكوى احتجاجية ضد الميوتوسكوب وما يُشابهه من آلات أخرى بقولهم: «... آلة جديدة وُضعت في أيدي خبيثين لتخريب الشباب... هذه المعارض الآثمة المتواجدة في سان فرانسيسكو عار ووقاحة.»
في عام 1899م، نشرت ذي تايمز خطاباً ناكراً لإطلاق وصف الخبث والإثم على آلة عرض الصور.

## وصلات خارجية
- Illustration and demonstration of the Kinora
- Penny Arcade, poem by Jared Carter describes tightrope-walk images viewed through a Mutoscope.
- Streible، Dan (Autumn 2003). "Children at the Mutoscope". Cinémas. Cinémas. ج. 14 ع. 1: 91–116. DOI:10.7202/008959ar. مؤرشف من الأصل في 2016-09-14.